# Termésarany
A termésarany a terméselemek ásványosztályban a fémek alosztályon belül az I.A.a jelű réz-, ezüst-, aranycsoport tagja. Dendrites (ágas-bogas), apró rögök, szemcsék vagy szabad szemmel nem látható pikkelyekben és hintésekben található. A szabályos kristályrendszere, ami hexaéderes és oktaéderes formáció csak pásztázó elektromikroszkópban figyelhető meg. Vékony lemezekben zöldesen áttetsző. Az arany gyakran szennyeződik a tulajdonságaiban nagyon hasonló termésezüsttel és vele elegyásványt alkot, arany–ezüst telluridot. 20% ezüsttartalom elérésekor a keletkezett terméselem neve: elektrum, mely természetes ötvözet.

## Keletkezése
Elsődlegesen hidrotermálisan, érctelérekben keletkezik, kvarcok és szulfidok társaságában. Az aranyérc általában termésarany vagy arany–ezüst tellurid. Másodlagosan képződő előfordulásai – törmelékes üledékképződés – vannak torlatokban, laza homokokban, homokkövekben és konglomerárokban. Ezek folyóvízi üledékek, amelyben az aranypikkelyek gravitációs hatásra dúsulnak.

## Előfordulásai
A legnagyobb aranylelőhely a Dél-afrikai Köztársaságban van, a Witwatersrand-medence prekambriumi konglomerátumában. Tucholittal (U3O4) együtt dúsult, az uránércet és az aranyat is bányásszák. Az üledékes aranyérc további jelentős lelőhelyei Oroszország szibériai térségének folyóhordalékaiban vannak. Oroszország európai részén elsődleges keletkezésű aranyércet bányásznak. Az Amerikai Egyesült Államokban vannak a legnagyobb kiterjedésű ismert aranytelérek. Ezek közül is kiemelkedő a kaliforniai Mather Lade 270 kilométer hosszú, másfél kilométer széles kvarctelérje, kréta korú granodioritban. Nevada területén is kilométeres nagyságrendű kvarctelérek alakultak ki propilitesedett augitandezitben. Colorado államban miocén korú fonolit ércesedett.
A termésarany az aranylázzal érintett területeken hatalmas rögökben is felbukkanhat, Az eddigi legnagyobb hömpöly Ausztrália nyugati vidékén fordult elő tömege 84 kg volt. Az USA Kalifornia szövetségi államában 38 kg-os, Oroszországban az Urál-hegység déli részén 36 kg tömegű példányt találtak. A folyóhordalékokban és torlatokban is előfordul rögös, darabos forma, de inkább a finom szemcsés előfordulás jellemző Alaszkában a Yukon folyó és mellékvizeinek meder hordalékaiban.
Rögök és dendrites (ágas-bogas) formák a történelmi Magyarországhoz ma Szlovákiához tartozó Selmecbánya (Banská Štiavnica) és Körmöcbánya (Kremnica) bányáiban is előfordultak. Erdély ma Romániához tartozó Verespatak (Rosia Montana) aranybányájában már a római provincia idején művelt bányarészekben is találtak termésaranyat. Ugyancsak a romániai területen lévő Kapnikbánya (Cavnic) jelentős lelőhelynek minősült. Ez utóbbi is miocén korú, a belső-kárpáti vulkáni ív vegyes riolitos, dácitos és andezites vulkanitjaihoz kötődik.

## Hazai előfordulásai
A korai bányászkodás időszakában kis mennyiségben más aranytartalmú ásvány mellett termésaranyat találtak Nagybörzsöny, Recsk, Rudabánya és Telkibánya ércbányáinak egyes bányarészeiben termésaranyat. Telkibányán a késő miocén szarmata emeletében andezites lávaömlés és riolitos piroklasztikumok zónájában kálimetaszomatózis következtében az andezit kálitrachittá alakult, majd ennek teléreiben arany és pirit kristályosodott ki.
A Duna völgyében, elsősorban Rajka és Győr között történt aranymosás, amit főként Ásványráró, Hédervár, Kisbodak és Ács lakosai végeztek. A Duna völgyében előforduló termésarany rendkívül finom lemezes-pikkelyes, melyből átlagosan 1 gramm 100 000 lemezkét tartalmaz 950 ‰ finomsággal.
1932 és 1934 között a Nemzeti Bank megvizsgáltatta az aranykinyerés lehetőségét, ezért Ásványráró és Dunaalmás között 980 fúrást készítettek. Az ezekből a fúrásokból vett minták elemzése szerint az átlagos aranytartalom 0,012 gramm/m³ volt. A partközeli kavicsteraszban helyenként 0,8-1,0 gramm/m³ feldúsulást tapasztaltak. A legnagyobb fellelt aranyszemcse tömege 0,36 gramm volt. Annak ellenére, hogy a termésarany egyszerű mechanikai eljárásokkal kinyerhető, és kísérletek voltak cián-lugzással való kinyerésre is, ami nagyobb mennyiséget adott, mindezzel együtt a kitermelés gazdaságtalannak bizonyult. A Duna völgyhöz kötődik a Dunaföldvár közelében homokokban talált kis mennyiségű termésarany is. A dunai hordalékokban előforduló termésarany elsődleges képződési helye az ausztriai Magas-Tauern.
A Dráva Somogy vármegyei szakasza Barcs és Bolhó között és a Mura Tótszerdahelynél lévő szakaszának kavicsüledékei is tartalmaznak kimosható (tehát mechanikai eljárással dúsítható) pikkelyes formában megjelenő termésaranyat. Ezen kavicsteraszok a Dráva mentén 0,0165 gramm/m³, míg a Muránál 0,0044 gramm/m³ 925 ‰ finomságú aranyat tartalmaznak, kitermelésük gazdaságtalan.

## Elegyásványai
- Arany-ezüst tellurid (20% alatti ezüsttartalom)
- Elektrum (20%-ot elérő, és e feletti ezüsttartalom)
- porpezit (10% palladiumot és 4% ezüstöt tartalmazó termésarany.)
- rhodit (30-40%-os ródiumtartalom)